# BBC Multimedia
BBC Multimedia (рус. Би-би-си Мультимедиа) —  бывшее подразделение BBC, которое занималось публикацией компьютерных игр и телевизионных программ BBC. Подразделение было основано в 1995 году и было закрыто в 2006 году по причине снижения продаж. После закрытия самой компании, Global Software Publishing приобрела права на публикацию библиотеки BBC Multimedia.
BBC Multimedia также имела собственную студию разработки игр, известную как Gamezlab, которая также функционировала как издательский лейбл для их видеоигр, а название BBC Multimedia использовалось для программного обеспечения и образовательных игр.